# Écouché
Écouché est une ancienne commune française, située dans le département de l'Orne en région Normandie, devenue le 1er janvier 2016 une commune déléguée au sein de la commune nouvelle d'Écouché-les-Vallées.
Elle est peuplée de 1 353 habitants.

## Géographie
Écouché est située sur la rive gauche de l'Orne à 9 km d'Argentan, à 11 km de Rânes, à 18 km de Carrouges et de Mortrée, à 19 km de Briouze, à 22 km de Falaise et à 24 km de La Ferté Macé.
| Montgaroult                                        | Goulet                                    | Goulet, Fontenai-sur-Orne |
| Serans (comm. nouv. d'Écouché-les-Vallées), Sevrai | Écouché                                   | Fontenai-sur-Orne         |
| Sevrai, Joué-du-Plain                              | Loucé (comm. nouv. d'Écouché-les-Vallées) | Fontenai-sur-Orne         |

## Toponymie
Le nom de la localité est attesté sous les formes scoceium au XIe siècle, Escoucheium en 1335[réf. nécessaire].
Les Écossais, nommés Scottius par les Gallo-romains, auraient donné leur nom à Écouché[réf. nécessaire].
Le gentilé est Écubéen.

## Histoire

### Préhistoire

#### Néolithique
Au néolithique ancien, la région d'Ecouché est une source d’approvisionnement en silex pour la région environnante, on retrouve notamment de ces silex jusque dans le nord Mayenne. Un gisement important dans lequel des haches ont été retrouvées a été découvert sur le site de la Carrière Méac  .
 (décembre 2015).
- Citée en 1066 (fondation de l'abbaye aux Dames à Caen =SCOCEI)
- Escouchéium est cité en 1335 ; la cure est à la présentation de l'abbé de Saumur.
- En 1344, Guillaume Mauger confirme la fondation de l'hôpital Saint-Mathurin, fondé en 1336 par les paroissiens.
- La cité reçoit la visite de Charles VII (1450) et d'Henri IV (1589).
- Au XVe siècle, Écouché doit son importance à l'élevage des juments postières.
- Sous l'Ancien Régime, Écouché et Méheudin sont deux paroisses du diocèse de Sées, de l'archidiaconé du Houlme et du doyenné d'Écouché, dont Écouché est le chef-lieu.
- En 1821, Écouché (1 470 habitants) absorbe Meheudin (78 habitants)[5],[6] à l'est du territoire.

En août 1944, la ville est très marquée par les combats de la Libération. Le franchissement de la Sarthe à Alençon est un point clé de l’offensive de Patton, qui y lance la 2e DB pour atteindre l'Orne. Une bataille acharnée y oppose les soldats espagnols de la Nueve aux forces allemandes qui libèrent la ville et permettent l’encerclement de fortes unités de la Wehrmacht. La compagnie fut une des unités qui défendit ensuite le terrain face aux contre-attaques allemandes, du 14 au 18 août. Les républicains espagnols, qui avaient vu le prêtre de la paroisse relever les corps au milieu des combats, avant de leur prodiguer la toilette mortuaire, se cotisèrent pour offrir une nouvelle statue de la Vierge à l’église détruite. La statue resta au-dessus de l’autel jusqu’en 1985.
En août 1945, elle reçoit la visite du général de Gaulle.
Le 1er janvier 2016, Écouché intègre avec cinq autres communes la commune d'Écouché-les-Vallées créée sous le régime juridique des communes nouvelles instauré par la loi no 2010-1563 du 16 décembre 2010 de réforme des collectivités territoriales. Les communes de Batilly, La Courbe, Écouché, Loucé, Saint-Ouen-sur-Maire et Serans deviennent des communes déléguées et Écouché est le chef-lieu de la commune nouvelle.

## Politique et administration

### Administration municipale
| Période                                  | Période       | Identité           | Étiquette | Qualité                          |
| ---------------------------------------- | ------------- | ------------------ | --------- | -------------------------------- |
| vers 1916                                |               | Louis Eugène Firon |           |                                  |
| vers 1920                                |               | Paul Victor Trévin |           |                                  |
| vers 1945                                |               | Adrien Berbié      |           | chevalier de la légion d'honneur |
| 1947                                     | 1965          | Jacques Plivard    | DVD       | Notaire                          |
| 1965                                     | 1971          | Yves Moulin        | DVD       |                                  |
| 1971                                     | 1987          | Marcel Dionot      | DVD       |                                  |
| 1987                                     | juin 1995     | Jean Plivard       | DVD       | Notaire                          |
| juin 1995                                | décembre 2006 | Henri Maubert      | DVD       | Conseiller général               |
| janvier 2007                             | décembre 2015 | Jean-Pierre Latron | DVD       | Directeur de société             |
| Les données manquantes sont à compléter. |               |                    |           |                                  |

Le conseil municipal était composé de quinze membres dont le maire et trois adjoints. Ces conseillers intègrent au complet le conseil municipal d'Écouché-les-Vallées le 1er janvier 2016 jusqu'en 2020 et Jean-Pierre Latron est élu maire de la commune nouvelle et devient également maire délégué d'Écouché.

### Budget et fiscalité 2015
En 2015, le budget de la commune était constitué ainsi :
- total des produits de fonctionnement : 967 000 €, soit 713 € par habitant ;
- total des charges de fonctionnement : 842 000 €, soit 621 € par habitant ;
- total des ressources d'investissement : 103 000 €, soit 76 € par habitant ;
- total des emplois d'investissement : 319 000 €, soit 235 € par habitant ;
- endettement : 592 000 €, soit 436 € par habitant.

Avec les taux de fiscalité suivants :
- taxe d'habitation : 11,83 % ;
- taxe foncière sur les propriétés bâties : 10,30 % ;
- taxe foncière sur les propriétés non bâties : 24,46 % ;
- taxe additionnelle à la taxe foncière sur les propriétés non bâties : 32,41 % ;
- cotisation foncière des entreprises : 7,88 %.

Chiffres clés Revenus et pauvreté des ménages en 2016 : médiane en 2016 du revenu disponible, par unité de consommation : 19 658 €.

### Jumelages
- Elze (Allemagne) depuis 1971.

## Population et société

### Démographie
En 2021, la commune comptait 1 353 habitants. Depuis 2004, les enquêtes de recensement dans les communes de moins de 10 000 habitants ont lieu tous les cinq ans (en 2005, 2010, 2015, etc. pour Écouché) et les chiffres de population municipale légale des autres années sont des estimations.
Écouché a compté jusqu'à 1 617 habitants en 1806.
| 1793  | 1800  | 1806  | 1821  | 1836  | 1841  | 1846  | 1851  | 1856  |
| ----- | ----- | ----- | ----- | ----- | ----- | ----- | ----- | ----- |
| 1 553 | 1 492 | 1 617 | 1 476 | 1 500 | 1 505 | 1 506 | 1 522 | 1 444 |

| 1861  | 1866  | 1872  | 1876  | 1881  | 1886  | 1891  | 1896  | 1901  |
| ----- | ----- | ----- | ----- | ----- | ----- | ----- | ----- | ----- |
| 1 404 | 1 442 | 1 492 | 1 505 | 1 398 | 1 455 | 1 448 | 1 448 | 1 275 |

| 1906  | 1911  | 1921  | 1926  | 1931  | 1936  | 1946  | 1954  | 1962  |
| ----- | ----- | ----- | ----- | ----- | ----- | ----- | ----- | ----- |
| 1 240 | 1 222 | 1 165 | 1 153 | 1 183 | 1 179 | 1 280 | 1 360 | 1 343 |

| 1968  | 1975  | 1982  | 1990  | 1999  | 2005  | 2010  | 2015  | 2019  |
| ----- | ----- | ----- | ----- | ----- | ----- | ----- | ----- | ----- |
| 1 390 | 1 457 | 1 494 | 1 409 | 1 390 | 1 390 | 1 306 | 1 326 | 1 350 |

### Sports et loisirs
Le Football Club d'Écouché fait évoluer deux équipes de football en divisions de district.

## Économie

### Agriculture
- Élevage bovin
- Coopérative agricole (Agrial).
- Cidrerie (fermée en 1987)[18].
- Moulin à farine[19].

### Tourisme
- Gîtes

### Commerces-industries
- Usine de chaux[20],[21]
- Verrerie
- Polissage du verre
- Exploitation forestière

## Culture locale et patrimoine

### Lieux et monuments
- Église Notre-Dame, reconstruite aux XVe et XVIe siècles : nef XIIIe (vestige de l'ancien édifice), arcades à triple voussure sur colonnes à chapiteaux polygonaux, chœur à une travée, abside polygonale, voûtes à croisées d'ogives, triforium XVIe, autels XVIIe, tabernacle, retables, bas-relief de la Cène (XVe). L'édifice est classé au titre des monuments historiques[22] et trois bas-reliefs, deux retables et un maître-autel sont classés au titre objet[23].

Les cloches dite Anne-Perrine, Augustine-Louise et Marie, de 1824, sont inscrites au titre objet aux monuments historiques.
- Vestiges des remparts de la ville[27]. Restes d'une double enceinte urbaine, l'une médiévale, et l'autre dressé en avant de la première au XVIe siècle, avec quatre tours portes[28] dites Saint-Mathurin, Saint-Nicolas, d'Udon, de Falaise[29].
- Chapelle Saint-Nicolas du cimetière (1140)[30].
- Ruines d'une chapelle, au lieu-dit Méheudin[31].
- Le Massaoua, un char de la division Leclerc, marque l'entrée de la ville ; il a donné son nom à une pâtisserie locale.
- La gare d'Écouché.
- Monument aux morts[32] : Conflits commémorés : 1914-1918 - 1939-1945 - Indochine (1946-1954).

### Personnalités
- Nicolas-Bernard Belzais-Courménil (1747-1804), homme politique né à Écouché, député du tiers-état aux états généraux de 1789, maire d'Argentan.
- Marin Jean, maquignon d'Écouché, dont l'assassinat dans le bois d'Avoine en 1823 défraya la chronique judiciaire, son meurtrier étant condamné à la peine capitale à Alençon. La tombe de la victime existe toujours au cimetière[33].
- Alphonse Cordier (Écouché, 1820 - 1897), homme politique.
- André Chéradame (Écouché, 1875 - Écouché, 1948), journaliste et essayiste politique.

### Héraldique
| Blason de Écouché | Blason  | Écartelé, au premier et au quatrième de gueules aux trois coquilles d'or, au deuxième et au troisième d'azur aux trois fleurs de lys d'or. |
| Blason de Écouché | Détails | |